# Wäinö Kauppi
Wäinö Kauppi, född 1897 i Finland, död 24 november 1932 i New York, var en amerikafinländsk kornettist och orkesterledare. Han betraktades på sin tid som den bäste kornettisten i USA.
Kauppi, som var född i Finland, växte upp i Maynard, Massachusetts, och började spela sin brors kornett som femåring. Som tolvåring spelade han i en orkester i Maynard. Han ingick senare i Teel's Band från Boston, spelade på 1920-talet i Edwin J. McEnellys dansorkester och uppträdde i radio tillsammans med Goldman Band. En tid var han medlem av Paul Whitemans orkester.
På 1920-talet spelade han teater i New York; bland annat var han involverad i en uppsättning av Ziegfeld Follies. I New York ledde han den egna Suomi-orkestern, som gjorde ett tiotal skivinspelningar 1927. 1930 medverkade Kauppi som kornettist vid fem av Hiski Salomaas grammofoninspelningar.
Efter en bilolycka, varvid Kauppi skadade framtänderna och därför inte länge kunde praktisera sitt instrument, begick han självmord genom gasförgiftning.